# (20517) Judycrystal
(20517) Judycrystal (1999 RB35) – planetoida z pasa głównego asteroid okrążająca Słońce w ciągu 4,32 lat w średniej odległości 2,65 j.a. Odkryta 11 września 1999 roku.